# Begomovirus
Genre
Espèces de rang inférieur
- Bean golden mosaic virus (BGMV)

Begomovirus est un genre de virus de la famille des Geminiviridae, qui compte 424 espèces acceptées par l'ICTV, dont le BGMV (Bean golden mosaic virus), le virus de la mosaïque dorée du haricot, qui est l'espèce-type. C'est un genre cosmopolite qui infecte les plantes (phytovirus). Ces virus infectent une grande variété de plantes dicotylédones et sont responsables de dommages économiques importants chez plusieurs plantes cultivées comme la tomate, le haricot, les courges, le manioc et le cotonnier.
Ce sont des virus à ADN simple brin à polarité positive (ssDNA). Les virions, non enveloppés, sont constitués de deux capsides géminées à symétrie icosaédrique de 36 nm de long et 22 nm de diamètre). Le génome, bipartite, est constitué de deux segments d'ADN circulaires, ADN-A et ADN- B, de 2,6 kb chacun soit 5,2 kb au total. Certains Begomovirus ont un génome monopartite.

## Étymologie
Le nom générique, « Begomovirus » dérive du nom de l'espèce-type, Bean golden mosaic virus, le virus de la mosaïque dorée du haricot.

## Transmission
Les virus du genre Begomovirus sont transmis par des aleurodes, insectes vecteurs de l'ordre des Hémiptères appartenant à un complexe d'espèces cryptiques, Bemisia tabaci ou aleurode du tabac). Ces insectes sont très efficaces dans la propagation du virus car ils sont très polyphages, se nourrissant sur plusieurs centaines d'espèces de plantes différentes. La transmission se fait selon un mode persistant, circulant, non propagatif, toutefois certaines espèces virales comme le TYLCV-Is (Tomato  yellow  leaf  curl  virus  Israel) pourraient se répliquer dans l'organisme de l'insecte.
Certains bégomovirus sont adaptés localement à des biotypes de Bemisia tabaci, qui assurent une transmission efficace, mais pour la plupart, cette co-évolution supposée est mal connue. Certains Begomovirus sont transmissibles expérimentalement par inoculation mécanique, bien que la plupart nécessitent soit un transfert médié par Agrobacterium (agroinoculation) à partir d'ADN génomique cloné partiellement, soit une délivrance biolistique d'ADN génomique cloné.

## Liste d'espèces
Selon NCBI (4 février 2021) et ICTV  :
- Abutilon golden mosaic virus
- Abutilon mosaic Bolivia virus
- Abutilon mosaic Brazil virus
- Abutilon mosaic virus
- African cassava mosaic Burkina Faso virus
- African cassava mosaic virus
- Ageratum enation virus
- Ageratum leaf curl Sichuan virus
- Ageratum leaf curl virus
- Ageratum yellow vein Hualian virus
- Ageratum yellow vein Sri Lanka virus
- Ageratum yellow vein virus
- Allamanda leaf curl virus
- Allamanda leaf mottle distortion virus
- Alternanthera yellow vein virus
- Andrographis yellow vein leaf curl virus
- Asystasia mosaic Madagascar virus
- Bean calico mosaic virus
- Bean chlorosis virus
- Bean dwarf mosaic virus
- Bean golden mosaic virus
- Bean golden yellow mosaic virus
- Bean leaf crumple virus
- Bean white chlorosis mosaic virus
- Bean yellow mosaic Mexico virus
- Bhendi yellow vein Bhubhaneswar virus
- Bhendi yellow vein Haryana virus
- Bhendi yellow vein mosaic Delhi virus
- Bhendi yellow vein mosaic virus
- Bitter gourd yellow mosaic virus
- Blainvillea yellow spot virus
- Blechum interveinal chlorosis virus
- Blechum yellow vein virus
- Boerhavia yellow spot virus
- Cabbage leaf curl Jamaica virus
- Cabbage leaf curl virus
- Capraria yellow spot virus
- Cassava mosaic Madagascar virus
- Catharanthus yellow mosaic virus
- Centrosema yellow spot virus
- Chayote yellow mosaic virus
- Chenopodium leaf curl virus
- Chilli leaf curl Ahmedabad virus
- Chilli leaf curl Bhavanisagar virus
- Chilli leaf curl Gonda virus
- Chilli leaf curl India virus
- Chilli leaf curl Kanpur virus
- Chilli leaf curl Sri Lanka virus
- Chilli leaf curl Vellanad virus
- Chilli leaf curl virus
- Chino del tomate Amazonas virus
- Chino del tomate virus
- Cleome golden mosaic virus
- Cleome leaf crumple virus
- Clerodendron golden mosaic virus
- Clerodendron yellow mosaic virus
- Clerodendrum golden mosaic China virus
- Clerodendrum golden mosaic Jiangsu virus
- Cnidoscolus mosaic leaf deformation virus
- Coccinia mosaic Tamil Nadu virus
- Common bean mottle virus
- Common bean severe mosaic virus
- Corchorus golden mosaic virus
- Corchorus yellow spot virus
- Corchorus yellow vein mosaic virus
- Corchorus yellow vein virus
- Cotton chlorotic spot virus
- Cotton leaf crumple virus
- Cotton leaf curl Alabad virus
- Cotton leaf curl Bangalore virus
- Cotton leaf curl Barasat virus
- Cotton leaf curl Gezira virus
- Cotton leaf curl Kokhran virus
- Cotton leaf curl Multan virus
- Cotton yellow mosaic virus
- Cowpea bright yellow mosaic virus
- Cowpea golden mosaic virus
- Crassocephalum yellow vein virus
- Croton golden mosaic virus
- Croton yellow vein mosaic virus
- Cucurbit leaf crumple virus
- Dalechampia chlorotic mosaic virus
- Datura leaf curl virus
- Datura leaf distortion virus
- Deinbollia mosaic virus
- Desmodium leaf distortion virus
- Desmodium mottle virus
- Dicliptera yellow mottle Cuba virus
- Dicliptera yellow mottle virus
- Dolichos yellow mosaic virus
- Duranta leaf curl virus
- East African cassava mosaic Cameroon virus
- East African cassava mosaic Kenya virus
- East African cassava mosaic Malawi virus
- East African cassava mosaic virus
- East African cassava mosaic Zanzibar virus
- Eclipta yellow vein virus
- Emilia yellow vein Fujian virus
- Emilia yellow vein Thailand virus
- Emilia yellow vein virus
- Erectites yellow mosaic virus
- Eupatorium yellow vein mosaic virus
- Eupatorium yellow vein virus
- Euphorbia leaf curl Guangxi virus
- Euphorbia leaf curl virus
- Euphorbia mosaic Peru virus
- Euphorbia mosaic virus
- Euphorbia yellow leaf curl virus
- Euphorbia yellow mosaic virus
- French bean leaf curl virus
- Hedyotis uncinella yellow mosaic virus
- Hemidesmus yellow mosaic virus
- Hibiscus golden mosaic virus
- Hollyhock leaf curl virus
- Hollyhock yellow vein mosaic virus
- Hollyhock yellow vein virus
- Honeysuckle yellow vein virus
- Horsegram yellow mosaic virus
- Indian cassava mosaic virus
- Jacquemontia mosaic Yucatan virus
- Jacquemontia yellow mosaic virus
- Jacquemontia yellow vein virus
- Jatropha leaf curl Gujarat virus
- Jatropha leaf curl virus
- Jatropha leaf yellow mosaic virus
- Jatropha mosaic India virus
- Jatropha mosaic Nigeria virus
- Jatropha mosaic virus
- Jatropha yellow mosaic virus
- Kudzu mosaic virus
- Leonurus mosaic virus
- Lindernia anagallis yellow vein virus
- Lisianthus enation leaf curl virus
- Ludwigia yellow vein Vietnam virus
- Ludwigia yellow vein virus
- Luffa yellow mosaic virus
- Lycianthes yellow mosaic virus
- Macroptilium bright mosaic virus
- Macroptilium common mosaic virus
- Macroptilium golden mosaic virus
- Macroptilium mosaic Puerto Rico virus
- Macroptilium yellow mosaic Florida virus
- Macroptilium yellow mosaic virus
- Macroptilium yellow spot virus
- Macroptilium yellow vein virus
- Malvastrum bright yellow mosaic virus
- Malvastrum leaf curl Philippines virus
- Malvastrum leaf curl virus
- Malvastrum yellow mosaic Helshire virus
- Malvastrum yellow mosaic Jamaica virus
- Malvastrum yellow mosaic virus
- Malvastrum yellow vein Cambodia virus
- Malvastrum yellow vein Honghe virus
- Malvastrum yellow vein Lahore virus
- Malvastrum yellow vein virus
- Malvastrum yellow vein Yunnan virus
- Melochia mosaic virus
- Melochia yellow mosaic virus
- Melon chlorotic leaf curl virus
- Melon chlorotic mosaic virus
- Melon yellow mosaic virus
- Merremia mosaic Puerto Rico virus
- Merremia mosaic virus
- Mesta yellow vein mosaic Bahraich virus
- Mimosa yellow leaf curl virus
- Mirabilis leaf curl virus
- Mungbean yellow mosaic India virus
- Mungbean yellow mosaic virus
- Okra enation leaf curl virus
- Okra leaf curl Oman virus
- Okra mottle virus
- Okra yellow crinkle virus
- Okra yellow mosaic Mexico virus
- Oxalis yellow vein virus
- Papaya leaf crumple virus
- Papaya leaf curl China virus
- Papaya leaf curl Guandong virus
- Papaya leaf curl virus
- Passionfruit leaf curl virus
- Passionfruit leaf distortion virus
- Passionfruit severe leaf distortion virus
- Pavonia mosaic virus
- Pavonia yellow mosaic virus
- Pea leaf distortion virus
- Pedilanthus leaf curl virus
- Pepper golden mosaic virus
- Pepper huasteco yellow vein virus
- Pepper leaf curl Bangladesh virus
- Pepper leaf curl Lahore virus
- Pepper leaf curl virus
- Pepper leaf curl Yunnan virus
- Pepper leafroll virus
- Pepper yellow leaf curl Aceh virus
- Pepper yellow leaf curl Indonesia virus
- Pepper yellow leaf curl Indonesia virus 2
- Pepper yellow leaf curl Thailand virus
- Pepper yellow leaf curl virus
- Pepper yellow vein Mali virus
- Potato yellow mosaic Panama virus
- Potato yellow mosaic virus
- Pouzolzia golden mosaic virus
- Pouzolzia mosaic Guangdong virus
- Pouzolzia yellow mosaic virus
- Premna leaf curl virus
- Pumpkin yellow mosaic virus
- Radish leaf curl virus
- Ramie mosaic Yunnan virus
- Rhynchosia golden mosaic Havana virus
- Rhynchosia golden mosaic Sinaloa virus
- Rhynchosia golden mosaic virus
- Rhynchosia mild mosaic virus
- Rhynchosia rugose golden mosaic virus
- Rhynchosia yellow mosaic India virus
- Rhynchosia yellow mosaic virus
- Rose leaf curl virus
- Sauropus leaf curl virus
- Senecio yellow mosaic virus
- Senna leaf curl virus
- Sida angular mosaic virus
- Sida bright yellow mosaic virus
- Sida chlorotic mottle virus
- Sida chlorotic vein virus
- Sida ciliaris golden mosaic virus
- Sida common mosaic virus
- Sida golden mosaic Braco virus
- Sida golden mosaic Brazil virus
- Sida golden mosaic Buckup virus
- Sida golden mosaic Costa Rica virus
- Sida golden mosaic Florida virus
- Sida golden mosaic Lara virus
- Sida golden mosaic virus
- Sida golden mottle virus
- Sida golden yellow spot virus
- Sida golden yellow vein virus
- Sida leaf curl virus
- Sida micrantha mosaic virus
- Sida mosaic Alagoas virus
- Sida mosaic Bolivia virus 1
- Sida mosaic Bolivia virus 2
- Sida mosaic Sinaloa virus
- Sida mottle Alagoas virus
- Sida mottle virus
- Sida yellow blotch virus
- Sida yellow leaf curl virus
- Sida yellow mosaic Alagoas virus
- Sida yellow mosaic China virus
- Sida yellow mosaic virus
- Sida yellow mosaic Yucatan virus
- Sida yellow mottle virus
- Sida yellow net virus
- Sida yellow vein Vietnam virus
- Sida yellow vein virus
- Sidastrum golden leaf spot virus
- Siegesbeckia yellow vein Guangxi virus
- Siegesbeckia yellow vein virus
- Solanum mosaic Bolivia virus
- South African cassava mosaic virus
- Soybean blistering mosaic virus
- Soybean chlorotic blotch virus
- Soybean mild mottle virus
- Spilanthes yellow vein virus
- Spinach yellow vein virus
- Squash leaf curl China virus
- Squash leaf curl Philippines virus
- Squash leaf curl virus
- Squash leaf curl Yunnan virus
- Squash mild leaf curl virus
- Sri Lankan cassava mosaic virus
- Stachytarpheta leaf curl virus
- Sunn hemp leaf distortion virus
- Sweet potato golden vein Korea virus
- Sweet potato leaf curl Canary virus
- Sweet potato leaf curl China virus
- Sweet potato leaf curl Georgia virus
- Sweet potato leaf curl Guangxi virus
- Sweet potato leaf curl Henan virus
- Sweet potato leaf curl Hubei virus
- Sweet potato leaf curl Sao Paulo virus
- Sweet potato leaf curl Shandong virus
- Sweet potato leaf curl Sichuan virus 1
- Sweet potato leaf curl Sichuan virus 2
- Sweet potato leaf curl South Carolina virus
- Sweet potato leaf curl virus
- Sweet potato mosaic virus
- Synedrella yellow vein clearing virus
- Telfairia golden mosaic virus
- Tobacco curly shoot virus
- Tobacco leaf curl Comoros virus
- Tobacco leaf curl Cuba virus
- Tobacco leaf curl Dominican Republic virus
- Tobacco leaf curl Pusa virus
- Tobacco leaf curl Thailand virus
- Tobacco leaf curl Yunnan virus
- Tobacco leaf curl Zimbabwe virus
- Tobacco leaf rugose virus
- Tobacco mottle leaf curl virus
- Tobacco yellow crinkle virus
- Tomato bright yellow mosaic virus
- Tomato bright yellow mottle virus
- Tomato chino La Paz virus
- Tomato chlorotic leaf curl virus
- Tomato chlorotic leaf distortion virus
- Tomato chlorotic mottle Guyane virus
- Tomato chlorotic mottle virus
- Tomato common mosaic virus
- Tomato curly stunt virus
- Tomato dwarf leaf virus
- Tomato enation leaf curl virus
- Tomato golden leaf distortion virus
- Tomato golden leaf spot virus
- Tomato golden mosaic virus
- Tomato golden mottle virus
- Tomato golden vein virus
- Tomato interveinal chlorosis virus
- Tomato latent virus
- Tomato leaf curl Anjouan virus
- Tomato leaf curl Arusha virus
- Tomato leaf curl Bangalore virus
- Tomato leaf curl Bangladesh virus
- Tomato leaf curl Burkina Faso virus
- Tomato leaf curl Cebu virus
- Tomato leaf curl China virus
- Tomato leaf curl Comoros virus
- Tomato leaf curl Diana virus
- Tomato leaf curl Ghana virus
- Tomato leaf curl Guangdong virus
- Tomato leaf curl Guangxi virus
- Tomato leaf curl Gujarat virus
- Tomato leaf curl Hainan virus
- Tomato leaf curl Hanoi virus
- Tomato leaf curl Hsinchu virus
- Tomato leaf curl Iran virus
- Tomato leaf curl Japan virus
- Tomato leaf curl Java virus
- Tomato leaf curl Joydebpur virus
- Tomato leaf curl Karnataka virus
- Tomato leaf curl Karnataka virus 2
- Tomato leaf curl Karnataka virus 3
- Tomato leaf curl Kerala virus
- Tomato leaf curl Laos virus
- Tomato leaf curl Liwa virus
- Tomato leaf curl Madagascar virus
- Tomato leaf curl Mahe virus
- Tomato leaf curl Malaysia virus
- Tomato leaf curl Mali virus
- Tomato leaf curl Mindanao virus
- Tomato leaf curl Moheli virus
- Tomato leaf curl Namakely virus
- Tomato leaf curl New Delhi virus
- Tomato leaf curl New Delhi virus 2
- Tomato leaf curl New Delhi virus 4
- Tomato leaf curl New Delhi virus 5
- Tomato leaf curl Nigeria virus
- Tomato leaf curl Palampur virus
- Tomato leaf curl Patna virus
- Tomato leaf curl Philippines virus
- Tomato leaf curl Pune virus
- Tomato leaf curl purple vein virus
- Tomato leaf curl Rajasthan virus
- Tomato leaf curl Seychelles virus
- Tomato leaf curl Sinaloa virus
- Tomato leaf curl Sri Lanka virus
- Tomato leaf curl Sudan virus
- Tomato leaf curl Sulawesi virus
- Tomato leaf curl Taiwan virus
- Tomato leaf curl Tanzania virus
- Tomato leaf curl Toliara virus
- Tomato leaf curl Uganda virus
- Tomato leaf curl Vietnam virus
- Tomato leaf curl virus
- Tomato leaf deformation virus
- Tomato leaf distortion virus
- Tomato mild mosaic virus
- Tomato mild yellow leaf curl Aragua virus
- Tomato mosaic Havana virus
- Tomato mottle leaf curl virus
- Tomato mottle Taino virus
- Tomato mottle virus
- Tomato mottle wrinkle virus
- Tomato rugose mosaic virus
- Tomato rugose yellow leaf curl virus
- Tomato severe leaf curl Kalakada virus
- Tomato severe leaf curl virus
- Tomato severe rugose virus
- Tomato twisted leaf virus
- Tomato wrinkled mosaic virus
- Tomato yellow leaf curl Axarquia virus
- Tomato yellow leaf curl China virus
- Tomato yellow leaf curl Guangdong virus
- Tomato yellow leaf curl Indonesia virus
- Tomato yellow leaf curl Kanchanaburi virus
- Tomato yellow leaf curl Malaga virus
- Tomato yellow leaf curl Mali virus
- Tomato yellow leaf curl Sardinia virus
- Tomato yellow leaf curl Shuangbai virus
- Tomato yellow leaf curl Thailand virus
- Tomato yellow leaf curl Vietnam virus
- Tomato yellow leaf curl virus
- Tomato yellow leaf curl Yunnan virus
- Tomato yellow leaf distortion virus
- Tomato yellow margin leaf curl virus
- Tomato yellow mottle virus
- Tomato yellow spot virus
- Tomato yellow vein streak virus
- Triumfetta yellow mosaic virus
- Velvet bean golden mosaic virus
- Velvet bean severe mosaic virus
- Vernonia crinkle virus
- Vernonia yellow vein Fujian virus
- Vernonia yellow vein virus
- Vigna yellow mosaic virus
- Vinca leaf curl virus
- Watermelon chlorotic stunt virus
- West African Asystasia virus 1
- West African Asystasia virus 2
- West African Asystasia virus 3
- Whitefly-associated begomovirus 1
- Whitefly-associated begomovirus 2
- Whitefly-associated begomovirus 3
- Whitefly-associated begomovirus 4
- Whitefly-associated begomovirus 6
- Whitefly-associated begomovirus 7
- Wissadula golden mosaic virus
- Wissadula yellow mosaic virus